# Jacques Lipchitz
Jacques Lipchitz, ursprungliga förnamn Chaim Jacob, född 22 augusti (g.s.) 1891 i Druskininkai i i Kejsardömet Ryssland, död 16 maj 1973 på ön Capri, var en litauisk skulptör, från 18-årsåldern verksam i Frankrike och från 1941 i USA.

## Biografi
Jacques Lipchitz studerade först arkitektur men bosatte sig 1909 i Paris och bedrev konststudier vid École des Beaux-Arts och senare vid Académie Julian. Han höll sin första enmansutställning 1920. I Paris lärde han känna Archipenko, Gris och Picasso och från 1915 fram till 1952 är hans verk kubistiska till sin karaktär.
Hans formexperimentella produktion avlöstes omkring 1930 av upplösta svällande former i figurgrupper med mytologiskt eller litterärt innehåll.

## Galleri

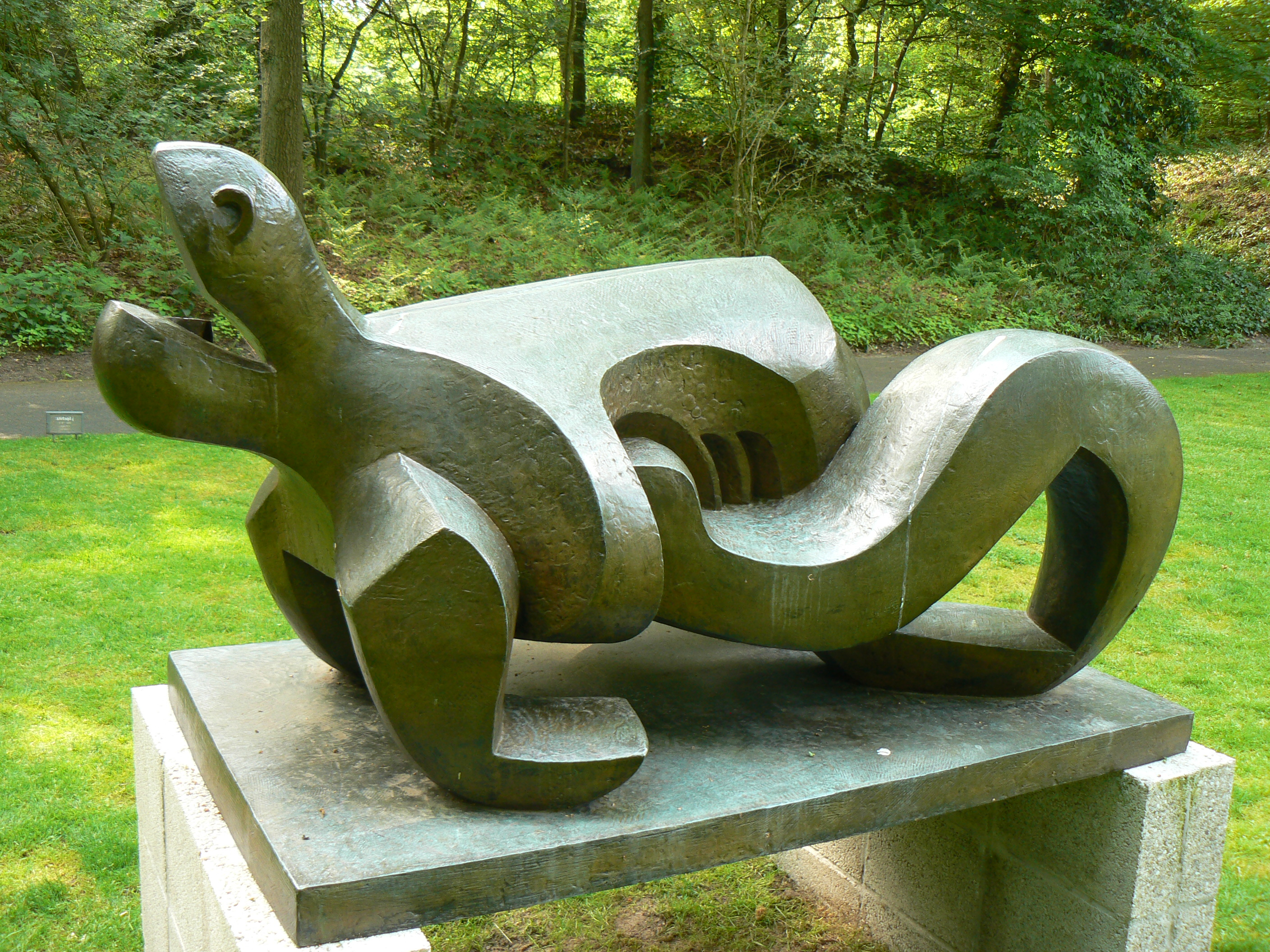
Le Cri (le couple) (1928-1929), Kröller-Müllermuseets skulpturpark vid Otterlo.
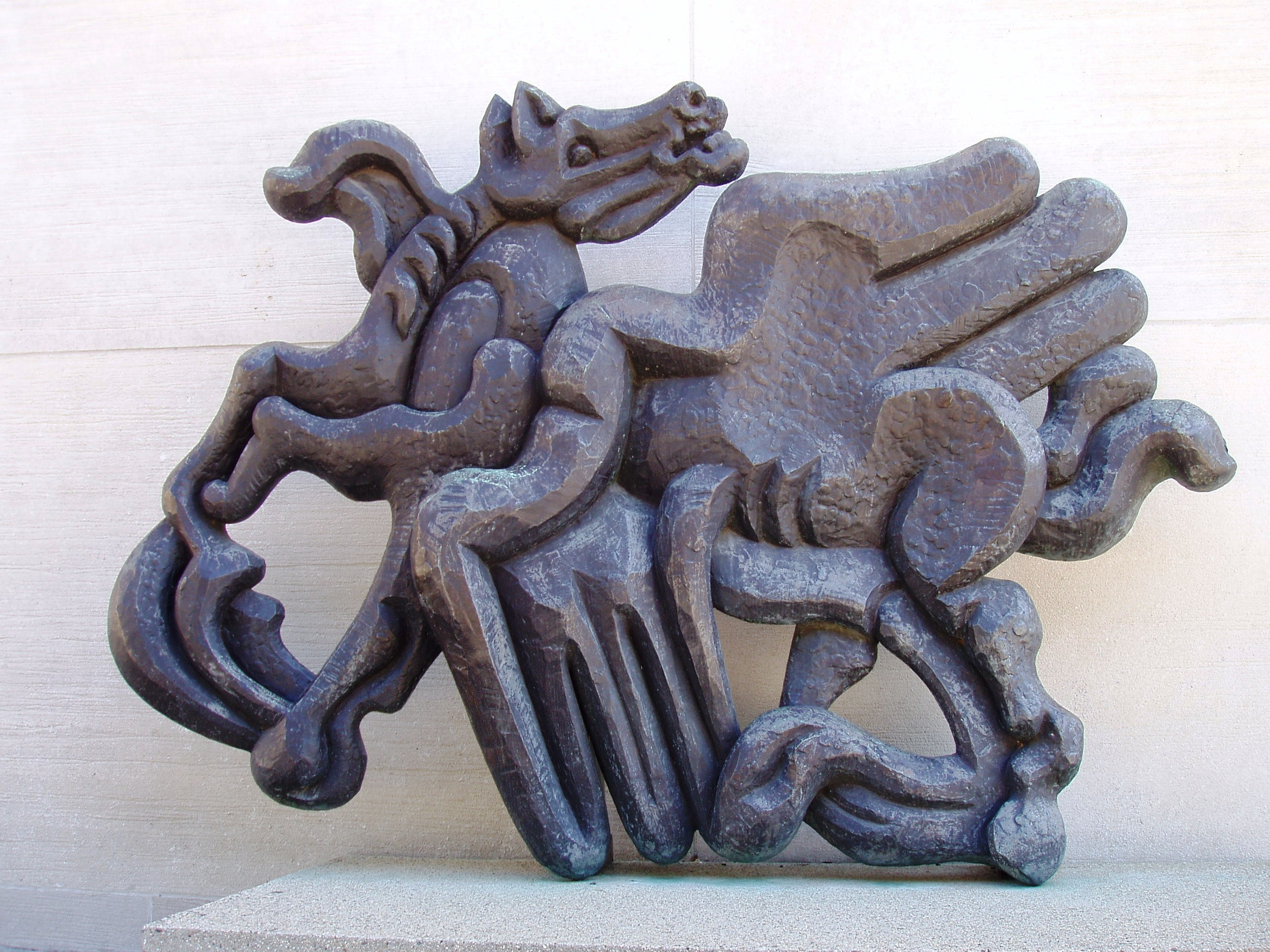
Birth of the Muses (1944-1950), Massachusetts Institute of Technology Campus, Cambridge, Massachusetts.
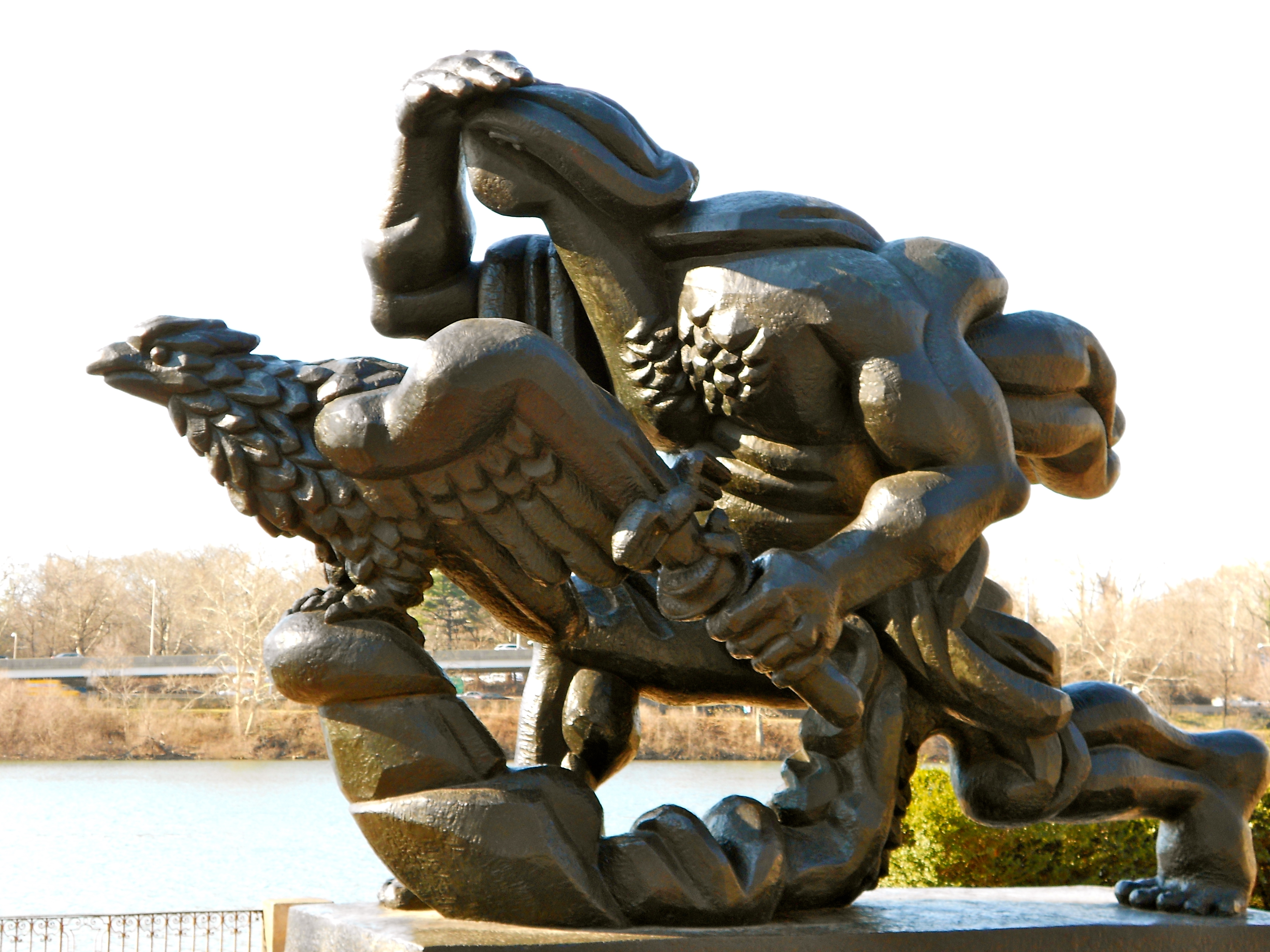
The Spirit of Enterprise (1960), brons. Fairmount Park, Philadelphia.